# Dobogó (tárgy)

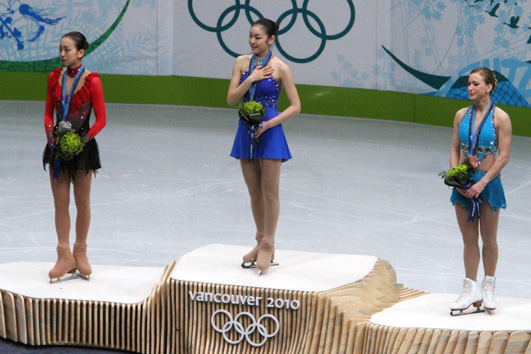
Dobogó és dobogós helyezettek a 2010-es téli olimpián

A dobogó (más néven pódium) olyan használati tárgy, amelyre emberek állhatnak, hogy a talajnál magasabb szinten legyenek.

## Sporteseményeken
A dobogó leginkább sporteseményeken használatos, ahol háromszintű dobogóra állítják az első három díjazottat: középre, legmagasabbra az első helyezettet, jobbjára, alacsonyabban a másodikat, baljára, legalacsonyabbra pedig a harmadikat. 
A dobogós helyezés a sportban egy verseny/bajnokság első három helyezettjének helyezéseire használt összefoglaló elnevezés.
Újabban a dobogós helyezést elért versenyzőket, illetve csapatokat gyakran csak „dobogósnak” nevezik.

## Színházakban és más előadásokon
Ezen kívül emelvénnyel látják el az előadótermek vagy némely tanterem előadóterét is, hogy az előadó jobban látható legyen a hallgatóság számára. Ezek általában egy vagy két lépcsőfoknyi magasságúak. Az ilyen emelvényeket általában – latin eredetű szóval – pódiumnak nevezik.
Házi használatú dobogók vagy inkább fellépők is vannak, ezek sámliszerű alkalmatosságok, amelyekre ráállva magasabb helyekre lehet felérni, vagy sportolási céllal lehet ezeket használni, például ugráláshoz.